# Cariblatta icarus
Cariblatta icarus är en kackerlacksart som beskrevs av Rehn, J. A. G. 1945. Cariblatta icarus ingår i släktet Cariblatta och familjen småkackerlackor.
Artens utbredningsområde är Belize. Inga underarter finns listade.